# Eraines
Eraines är en kommun i departementet Calvados i regionen Normandie i norra Frankrike. Kommunen ligger i kantonen Falaise-Sud som ligger i arrondissementet Caen. År 2022 hade Eraines 286 invånare.

## Befolkningsutveckling
Antalet invånare i kommunen Eraines
Referens: INSEE